# Весея
Весея (бел. Вясейка, Вясея) — агрогородок в Слуцком районе Минской области Беларуси. Административный центр Весейского сельсовета. Через агрогородок проходит трасса Р43.

## История
Название деревни произошло от реки Весея. Название реки происходит от фин., карел., водск., эст. vesi «вода», в древности ещё и «река, водоём».
В разное время деревня принадлежала Олелькавичам, Радзивиллам, Витгенштейнам. Жители принимали участие в Северной войне со шведами, с армией Наполеона. В 1812 году в урочище Костеневка, около деревни, произошёл бой с французами русского отряда под командованием Дениса Давыдова.
С 1846 года весейские земли принадлежали помещикам Песляку и Кондратовичу. После смерти Песляка его земля перешла к арендатору Барановскому. В начале XX века деревня в составе Слуцкой волости, состояла из 83 дворов и 645 жителей. В деревне была кузнеца, ветряная мельница, часовня и школа. На 1 января 1998 года деревня увеличилась до 486 дворов и 1500 жителей. А в 2009 году было 1200 жителей.
В агрогородке установлены памятники памяти 150 земляков, погибших во время Великой Отечественной войны, на братской могиле советских воинов, погибших при освобождении района, бюст Г. К. Орджоникидзе, имя которого носил колхоз.
В 1929 году в деревне создана сельскохозяйственная коммуна «КИМ», 1931 году — создан колхоз «Красная Весея», который в 1944 году был переименован в колхоз имени Орджоникидзе в честь Григория Константиновича Орджоникидзе. В 2003 году колхоз был преобразован в сельскохозяйственный производственный кооператив «Весейский Покров».
С 2011 года деревня стала агрогородком Весея.

## Транспорт
Доехать со Слуцка до деревни можно на автобусах:

204с — Слуцк АВ — Гутница

212с — Слуцк АВ — Избудище

222с — Слуцк АВ — Сороги

Слуцк АВ — Бобруйск
Расписание

## Инфраструктура
- Весейская сельская библиотека-филиал № 9 сети публичных библиотек Слуцкого района .
- Дом фольклора
- Детский сад
- Средняя школа (школе более 100 лет)
- Детская музыкальная школа (1990)
- Магазин «Продукты»
- Отделение почтовой связи «Весея»
- Отделение № 30 филиала № 615 АСБ «Беларусбанк»

## Достопримечательность

### Памятник, скульптура
- Памятник воинам-землякам[3]
- Памятный знак к 100-летию Весейской средней школы (2012). По данным Национального архива Республики Беларусь в 1912 году Слуцким Уездным Земством было открыто «Весейское Земское Народное Училище», которое в дальнейшем и стало ГУО «Весейская средняя школа».